# Краснооктябрьский сельсовет (Оренбургская область)
Краснооктябрьский сельсовет — сельское поселение в Октябрьском районе Оренбургской области Российской Федерации.
Административный центр — посёлок Краснооктябрьский.

## История
9 марта 2005 года в соответствии с законом Оренбургской области № 1921/358-III-ОЗ образовано сельское поселение Краснооктябрьский сельсовет, установлены границы муниципального образования.

## Население
| 2010  | 2012  | 2013  | 2014  | 2015  | 2016  | 2017  |
| ----- | ----- | ----- | ----- | ----- | ----- | ----- |
| 1684  | ↗1688 | ↗1725 | ↘1723 | ↘1708 | ↘1699 | ↘1664 |
| 2018  | 2019  | 2020  | 2021  |       |       |       |
| ↘1621 | ↘1608 | ↘1598 | ↘1506 |       |       |       |

## Состав сельского поселения
| №  | Населённый пункт  | Тип населённого пункта          | Население |
| -- | ----------------- | ------------------------------- | --------- |
| 1  | Бригада 8         | хутор                           | 0         |
| 2  | Броды             | посёлок                         | 416       |
| 3  | Взгорье           | посёлок                         | 199       |
| 4  | Зелёный Дол       | посёлок                         | 191       |
| 5  | Кожевников        | хутор                           | 4         |
| 6  | Краснооктябрьский | посёлок, административный центр | 862       |
| 7  | Мананников        | хутор                           | 6         |
| 8  | Саргул            | хутор                           | 0         |
| 9  | Токари            | хутор                           | 2         |
| 10 | Фёдоровский       | хутор                           | 4         |